# Махолане
Махолане (англ. Makholane) — одна з місцевих громад, що розташована в районі Мафетенг, Лесото. Населення місцевої громади у 2006 році становило 25 002 особи.